# 革命国际主义同盟
革命国际主义同盟是香港的一个已不存在的托洛茨基主义组织。
1972年，中国革命共产党领袖彭述之在法國巴黎與香港左翼青年吳仲賢、何仁、葉寧等人会面，改變了他們的無政府主義思想，使他们接受了托洛茨基主義，並吸收了吳仲賢、何仁、志萌、葉寧等人參加托派。1973年4月，他們回到香港後，加入中國革命共產黨。同年夏天，吳仲賢退出中革共，於6月创建革命國際主義同盟。革命國際主義同盟的创始成员中多數是与《70年代双周刊》有关联的青年。
1974年5月，革命國際主義同盟与社會主義青年社的部分成员合并为社會主義同盟。